# Barbarafenster (Moncontour)

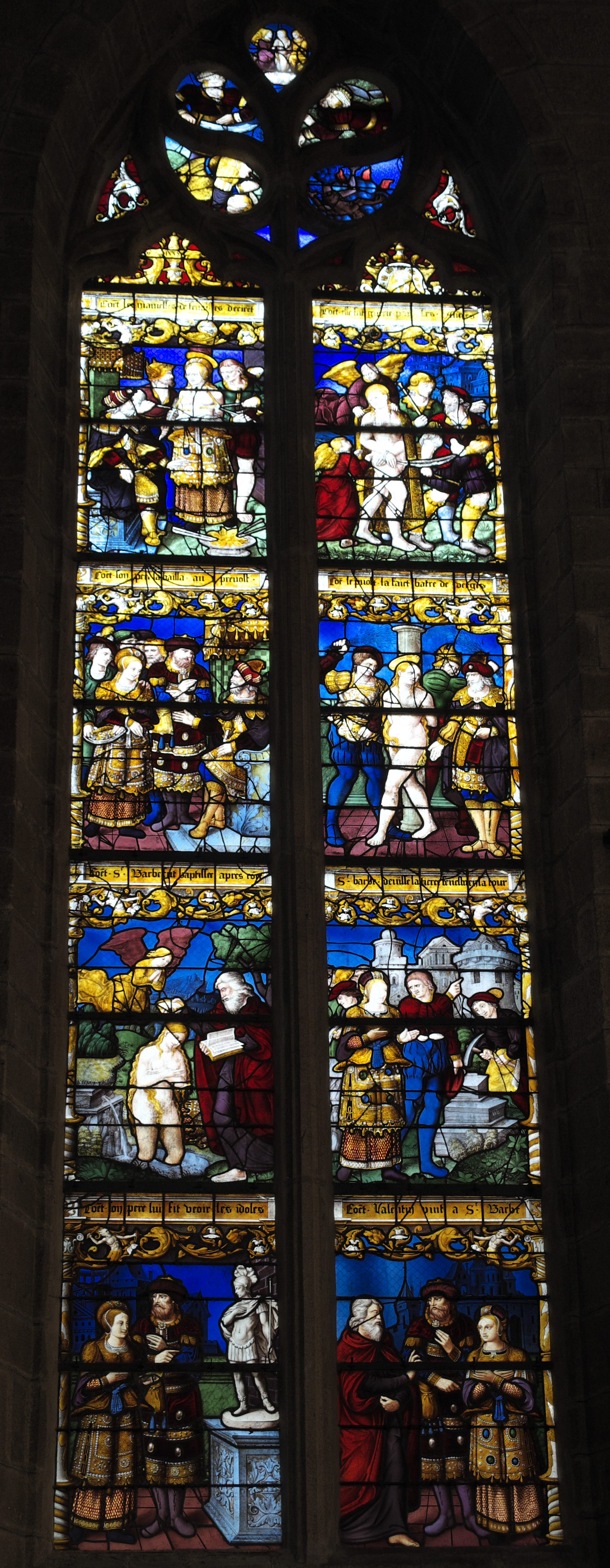
Barbarafenster in Moncontour

Das Barbarafenster in der katholischen Kirche Notre-Dame-St-Mathurin in Moncontour, einer französischen Gemeinde im Département Côtes-d’Armor in der Region Bretagne, wurde 1538 geschaffen. Das Bleiglasfenster wurde 1862 als Monument historique in die Liste der Baudenkmäler in Frankreich aufgenommen.
Das Fenster im Chor wurde von einer unbekannten Werkstatt geschaffen. Es zeigt verschiedene Szenen aus dem Leben der heiligen Barbara (siehe Bildunterschriften). 
Neben dem Barbarafenster sind noch fünf weitere Fenster aus der Zeit der Renaissance in der Kirche erhalten (siehe Navigationsleiste).

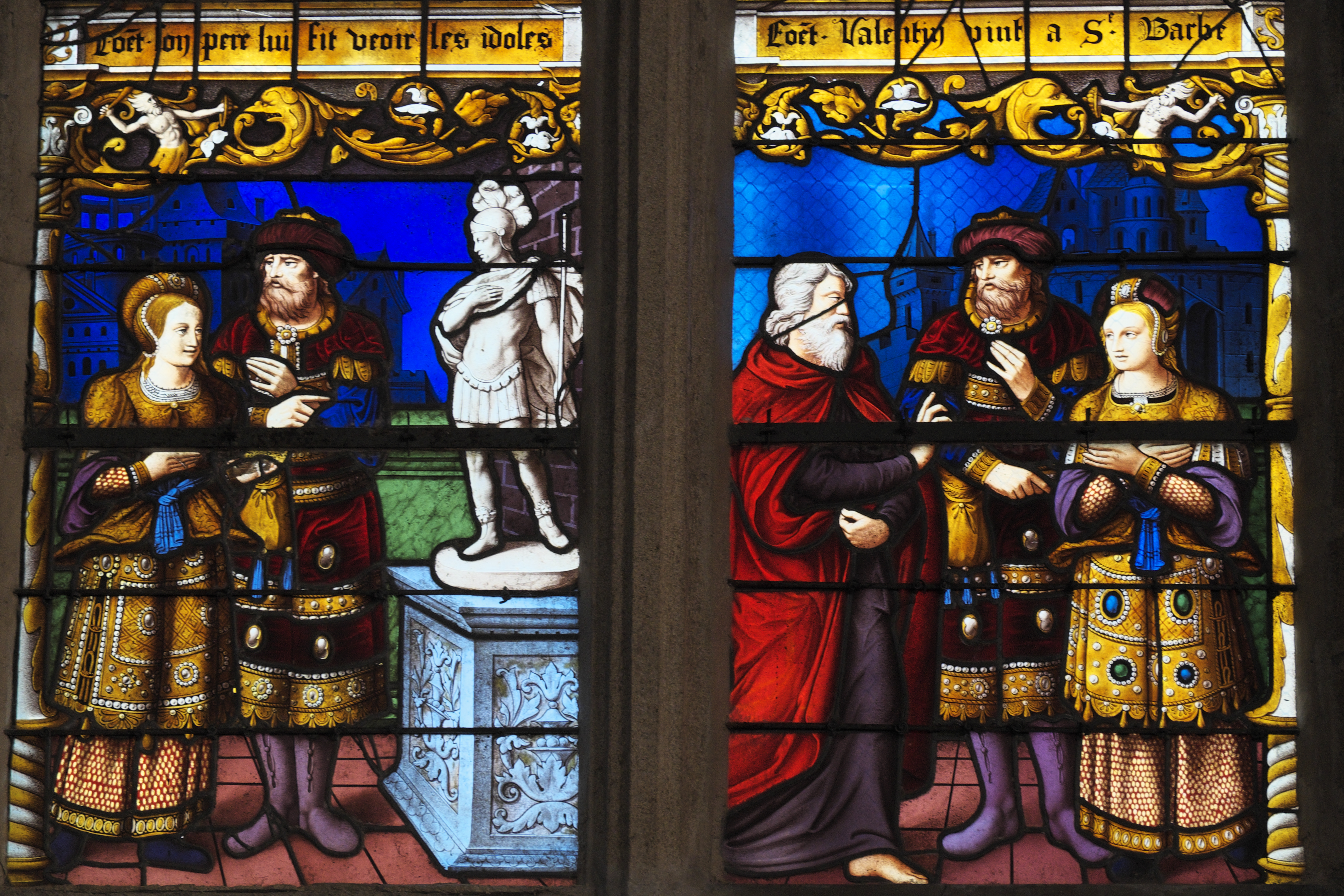
Barbara und ihr Vater Dioscuros (links); der Priester Valentinus unterrichtet Barbara im christlichen Glauben (rechts)
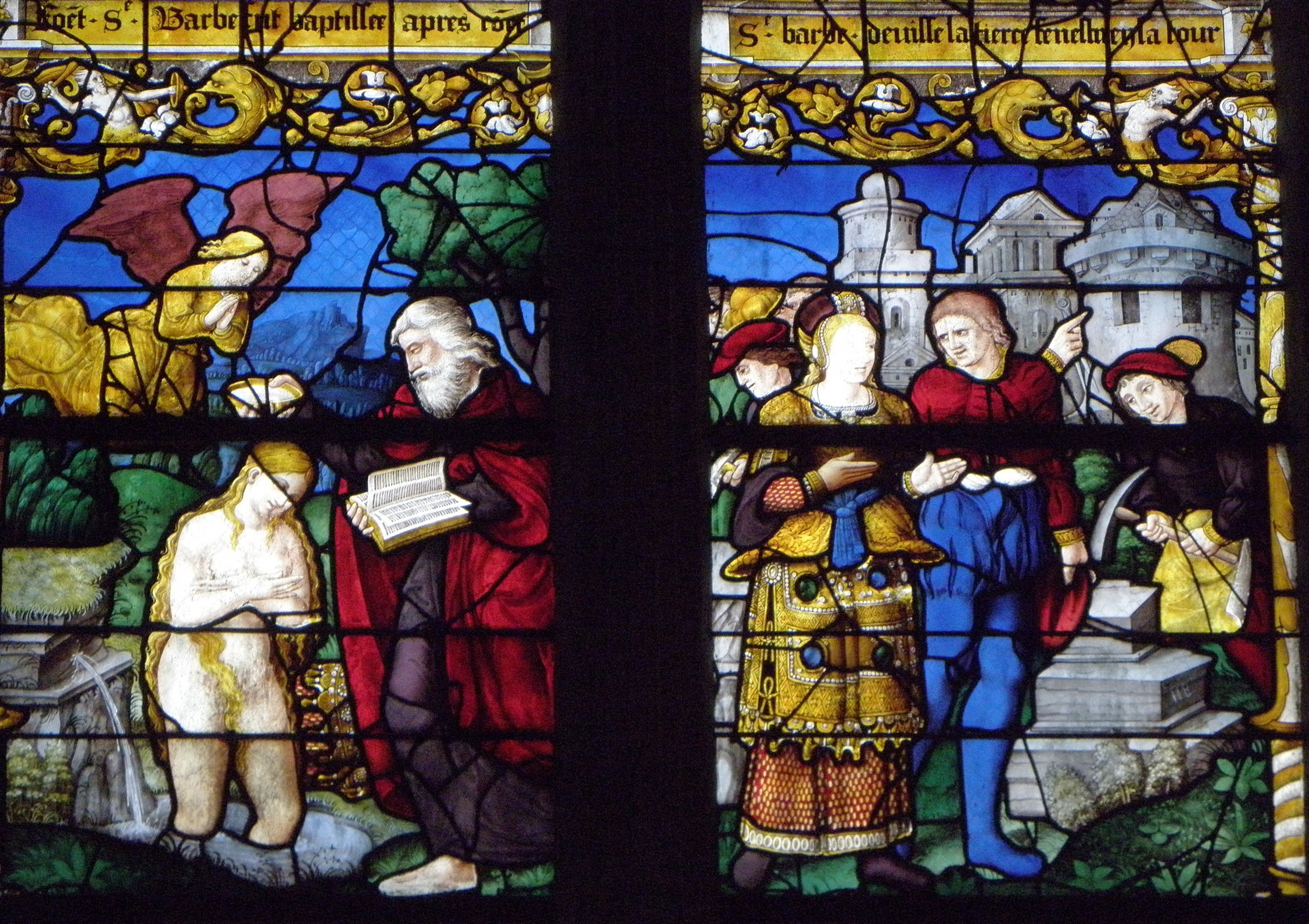
Barbara wird getauft (links); Barbara gibt den Auftrag, ein drittes Fenster in ihrem Gefängnisturm hinzuzufügen als Symbol der Dreifaltigkeit
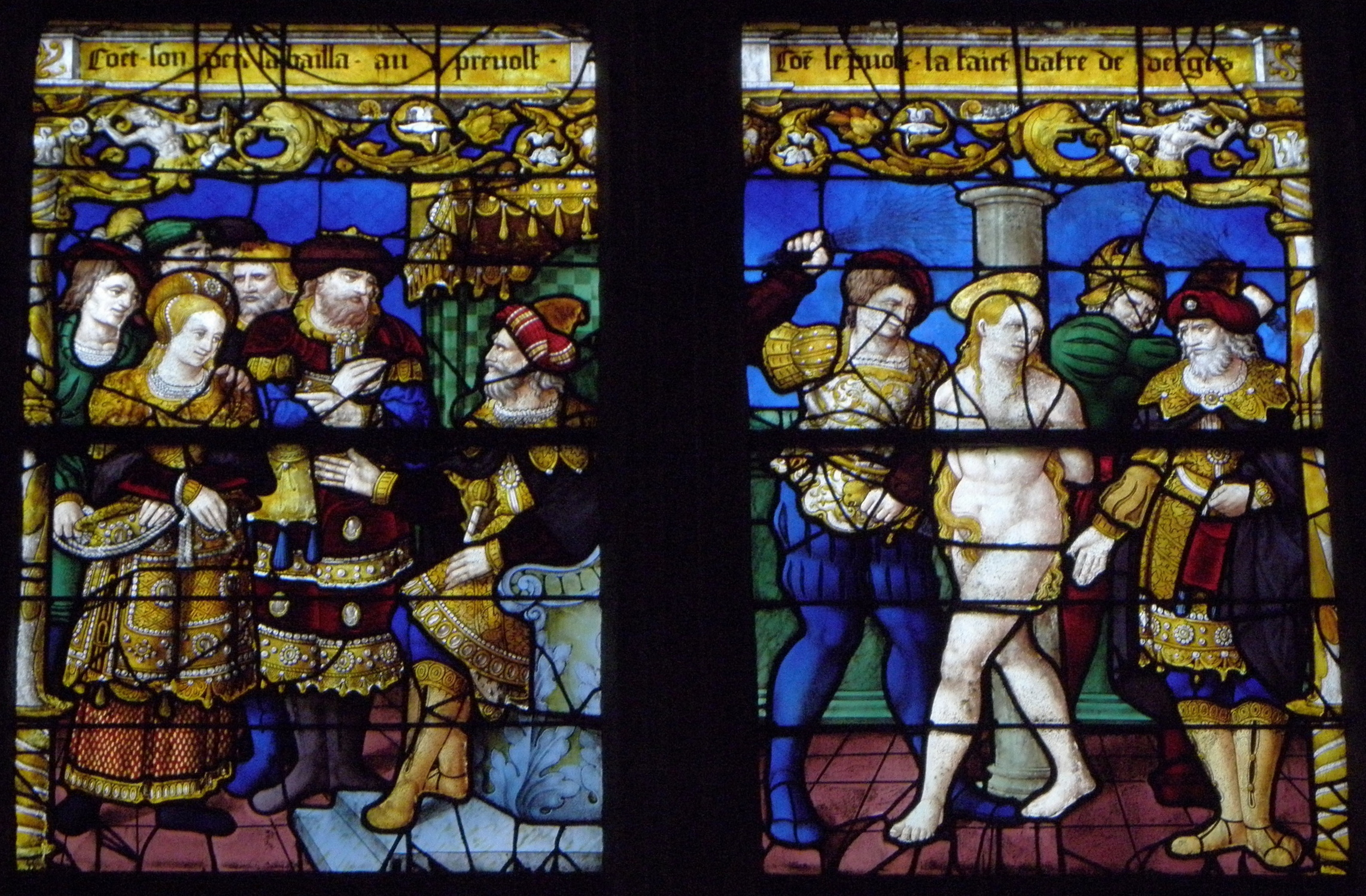
Barbara wird von ihrem Vater an den römischen Statthalter Marcianus ausgeliefert (links); und Barbara wird gegeißelt

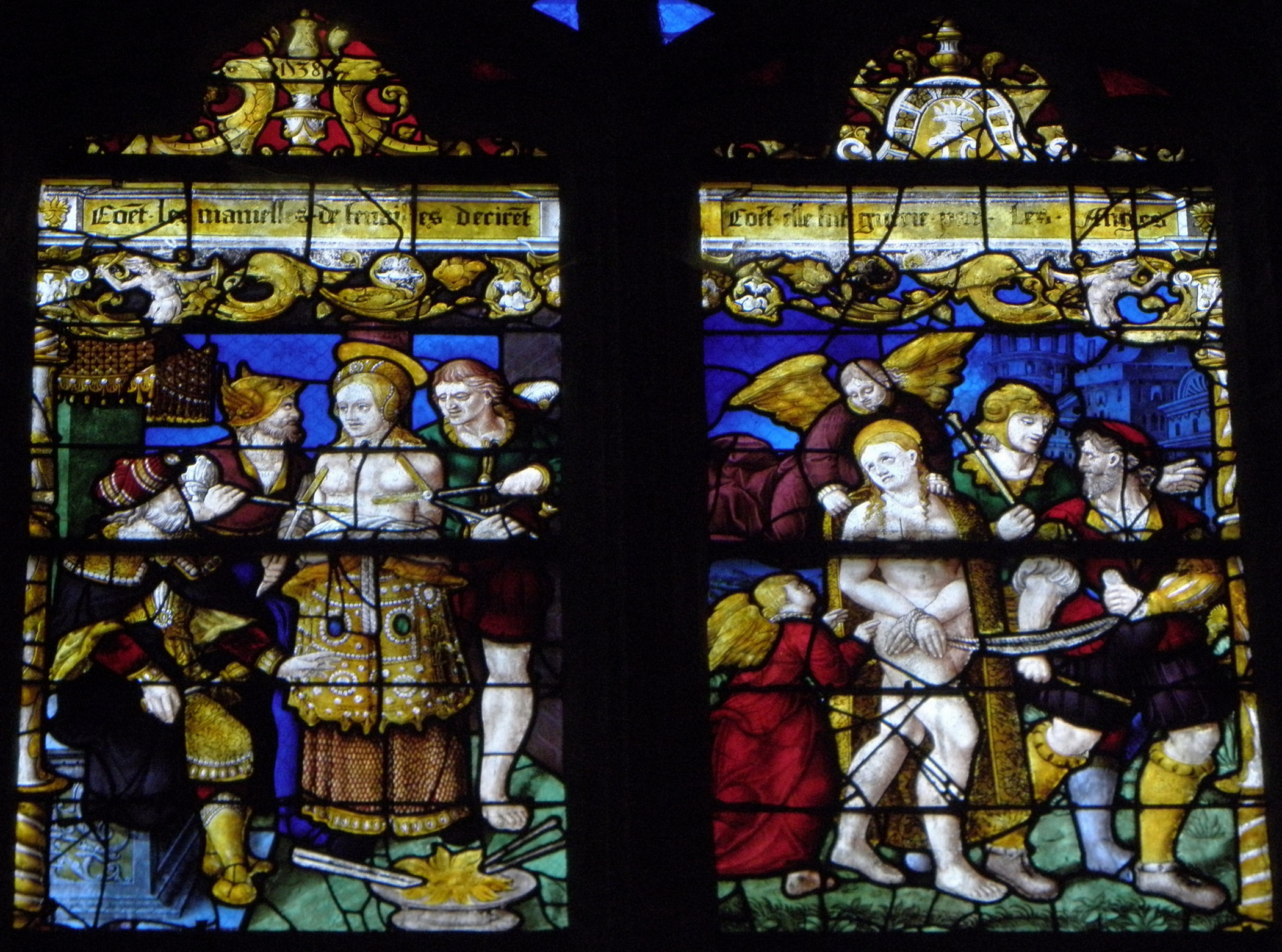
Barbara werden die Brüste abgeschnitten (links); ein Engel erscheint und hüllt sie in ein schneeweiß leuchtendes Gewand vor ihren Folterern
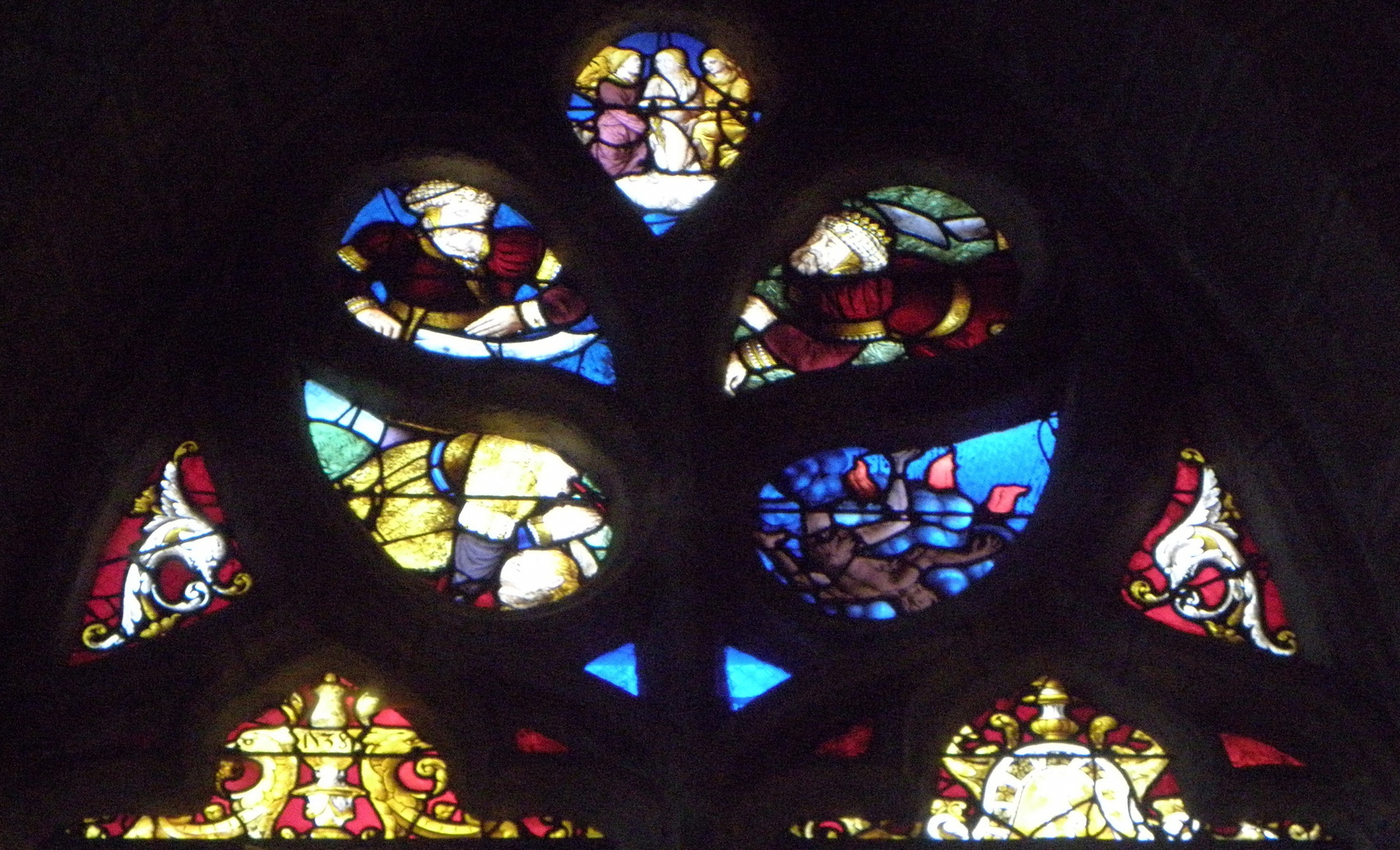
Maßwerk mit der Jahreszahl 1538 (links unten); weitere Szenen aus dem Leben der heiligen Barbara